# Aykut Barka
Aykut Barka (Istanbul, 16 dicembre 1951 – Istanbul, 1º febbraio 2002) è stato un geologo turco conosciuto soprattutto per suoi contributi nello studio del comportamento della zona di faglia dell'Anatolia Settentrionale (NAFZ), una delle principali zone sismiche al mondo.
Dopo aver conseguito il PhD presso l'Università di Bristol sotto la supervisione di P.L. Hancock con una tesi relativa al comportamento sismotettonico della faglia dell'Anatolia Settentrionale ha collaborato con prestigiosi istituti di ricerca nel campo della gegologia come Institut de physique du globe de Paris, École normale supérieure, MIT Earth Resources Laboratory, Cambridge, MA, University of Bristol, UK and Geological Survey of Japan. Aykut Barka è morto il 1º febbraio 2002 per le lesioni subite in un incidente automobilistico avvenuto 5 settimane prima.